# 257-ма фольксгренадерська дивізія (Третій Рейх)
257-ма фольксгренадерська дивізія (Третій Рейх) (нім. 257. Volksgrenadier-Division) — піхотна дивізія народного ополчення (фольксгренадери) вермахту за часів Другої світової війни.

## Історія
257-ма фольксгренадерська дивізія сформована 13 жовтня 1944 року на навчальному центрі «Вандерн» (нім. Truppenübungsplatz Wandern) у III військовому окрузі шляхом перейменування 587-ї фольксгренадерської дивізії, яка у свою чергу формувалася на базі 257-ї піхотної дивізії розгромленої на Східному фронті в ході Другої Яссько-Кишинівської операції Червоної армії.
У січні 1945 року дивізію передислокували до Нижнього Ельзасу, де вона була розгорнута поблизу Біч у контексті підготовки та проведення операції «Нордвінд». Частини 257-ї дивізії повинні були прорвати ворожі лінії оборони, перш ніж повернути на захід, щоб опанувати Ламбер із західного напрямку, а надалі взяти Гетсанбрюк і Зарейнсберг. 1 січня дивізія почала наступ, але слабо просунулася вглиб оборони американських військ 100-ї та 36-ї піхотних дивізій і оперативної групи Гудельсона. До 20 січня вони змогли пробитися лише на 2 км навколо Алторна.
До середини березня 1945 року дивізія приєдналася до німецького відступу до Рейну, де переправилася через річку в Карлсруе. У квітні 1945 року після боїв під Нагольдом вони відступили до Дунаю. У Мундеркінгені дивізія потрапила в пастку і була практично знищена. Залишки дивізії втекли, щоб зрештою здатися у Фюссені, Баварія.

## Райони бойових дій
- Польща (жовтень — грудень 1944);
- Франція і Німеччина (грудень 1944 — квітень 1945).

## Командування

### Командири
- генерал-майор Еріх Зайдель (13 жовтня 1944 — квітень 1945).

### Підпорядкованість
| Час       | Корпус    | Армія | Група армій (округ)                  | Штаб          |
| --------- | --------- | ----- | ------------------------------------ | ------------- |
| 1944      |           |       |                                      |               |
| грудень   |           |       | III військовий округ                 | Берлін        |
| 1945      |           |       |                                      |               |
| 1 січня   | LXXXX ак  | 1 А   | Група армій «G»                      | Нижній Ельзас |
| 7 лютого  | LXXXIX ак | 1 А   | Група армій «G»                      | Саарпфальц    |
| 4 квітня  | LXIV ак   | 19 А  | Головнокомандування Вермахту «Захід» | Карлсруе      |
| 23 квітня | LXXX ак   | 19 А  | Головнокомандування Вермахту «Захід» | Фюссен        |

### Склад
| 1944                                     |
| ---------------------------------------- |
| 457-й гренадерський полк                 |
| 466-й гренадерський полк                 |
| 477-й гренадерський полк                 |
| 257-й артилерійський полк                |
| 257-ма фузилерна рота                    |
| 257-ма протитанкова батарея              |
| 257-й інженерний батальйон               |
| 257-й запасний батальйон                 |
| 257-ма рота зв'язку                      |
| 257-ме дивізійне управління забезпечення |